# Vasili Gurko
Vasily Iosifovich Romeyko-Gurko (en ruso: Васи́лий Ио́сифович Роме́йко-Гу́рко; Tsarskoye Selo, Imperio ruso; 20 de mayo de 1864 - Roma, Reino de Italia; 11 de febrero de 1937) sirvió durante un breve periodo como jefe de Estado Mayor del Ejército Imperial Ruso antes de ser expulsado del país al exilio tras la Revolución de Octubre de 1917.

## Biografía
Gurko era el hijo de Iósif Gurko y hermano de Vladimir Gurko. Se graduó del Cuerpo de Pajes, una escuela de élite para hijos de la nobleza rusa, en 1885 y de la Academia del Estado Mayor General en 1892. Sirvió como agregado militar en la República de Transvaal y rodó con el Ejército bóer en la segunda guerra bóer. Fue agregado militar en Berlín en 1901. Durante la guerra ruso-japonesa de 1904 a 1906, en un principio sostuvo un puesto de Intendente General del Ejército Manchurio, pero más tarde comandó una brigada cosaca. Tras el fin de la guerra, entre 1906-1910, sirvió como presidente de una comisión que investigaba las razones del fracaso de las fuerzas rusas en ese conflicto.
En 1911, Gurko fue designado al mando de la 1.ª División de Caballería a las órdenes de Paul von Rennenkampf. Con el estallido de la I Guerra Mundial, lideró la división en Prusia Oriental y en la batalla de Lodz en noviembre de 1914 antes de recibir el puesto de jefe de Estado Mayor de Mijaíl Alekséyev. Fue asignado al mando del Sexto Cuerpo de Ejército, adjunto del Segundo Ejército, entre 1915 y 1916. Gurko lideró el contraataque ruso en enero de 1916 en la batalla de Bolimov.
Subsiguientemente, Gurko comandó el 5.º Ejército Especial en el Frente del Sudoeste a partir de agosto de 1916. En octubre de 1916, remplazó a Alekséyev como jefe de Estado mayor y a partir de marzo de 1917 se convirtió en comandante del Frente Occidental. Sin embargo, fue relevado de su mando solo dos meses después por el Gobierno Provisional Ruso por expresar su apoyo a la monarquía. Fue encarcelado en la Fortaleza de Pedro y Pablo durante dos meses, y después fue exiliado en septiembre de 1917 en el Reino Unido. Después se asentó en Italia y participó en la antisoviética Unión Militar Rusa. Rechazó una oferta para comandar las fuerzas del Movimiento Blanco en el norte de Rusia en 1919. Tras su muerte en 1937, fue enterrado en el Cementerio Protestante de Roma.

## Condecoraciones
- Orden de San Estanislao 3.ª clase (1894); 2.ª clase con espadas (1905); 1.ª clase (1908)
- Orden de Santa Ana, 3.ª clase (1896); 2.ª clase con espadas (1905)
- Orden de San Vladimir, 4.ª clase (1901); 3.ª clase (1905)
- Espada Dorada por Valentía (1905)
- Orden de San Jorge, 4.ª clase (1914); 3.ª clase (1915)

## Obras
- War and revolution in Russia, 1914-1917, Macmillan, 1919.